# Biomasse (écologie)

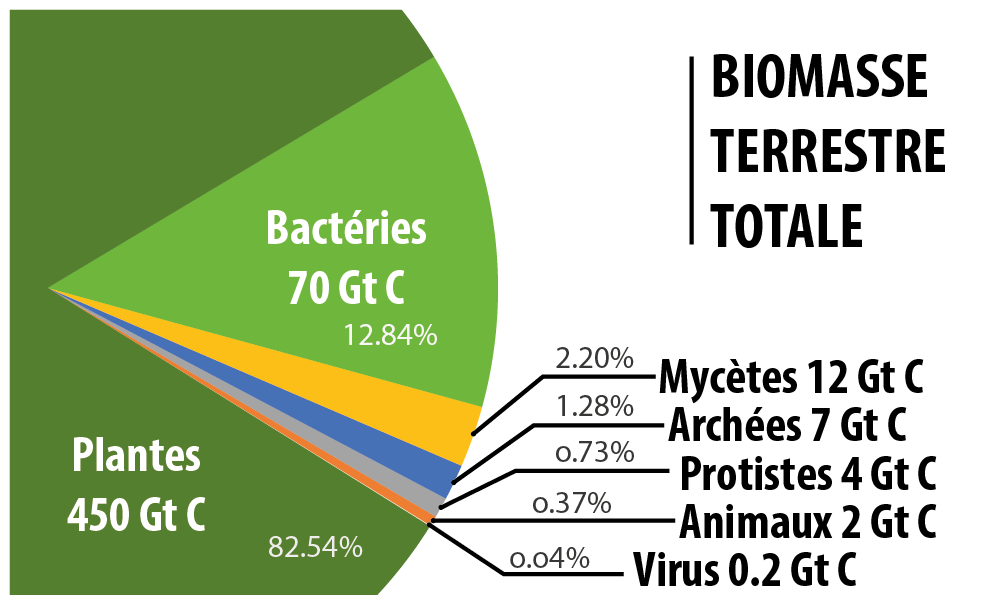
Biomasse totale des organismes présents sur Terre

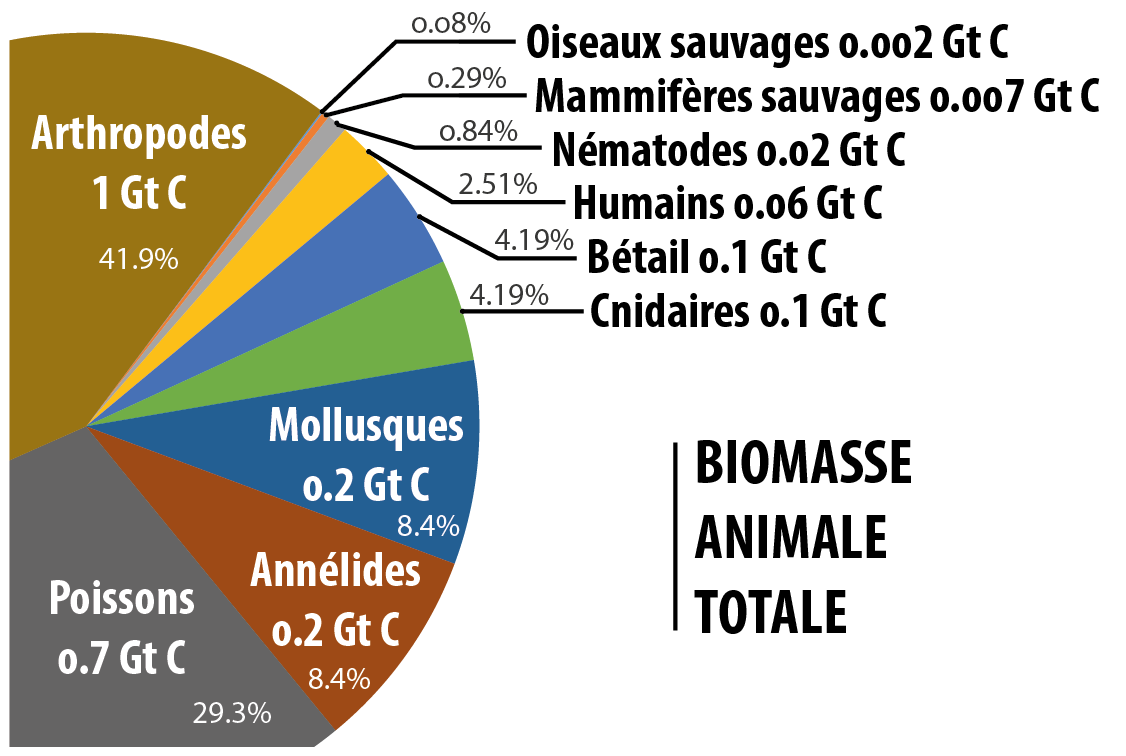
Biomasse totale des animaux présents sur Terre

Pour les articles homonymes, voir Biomasse.

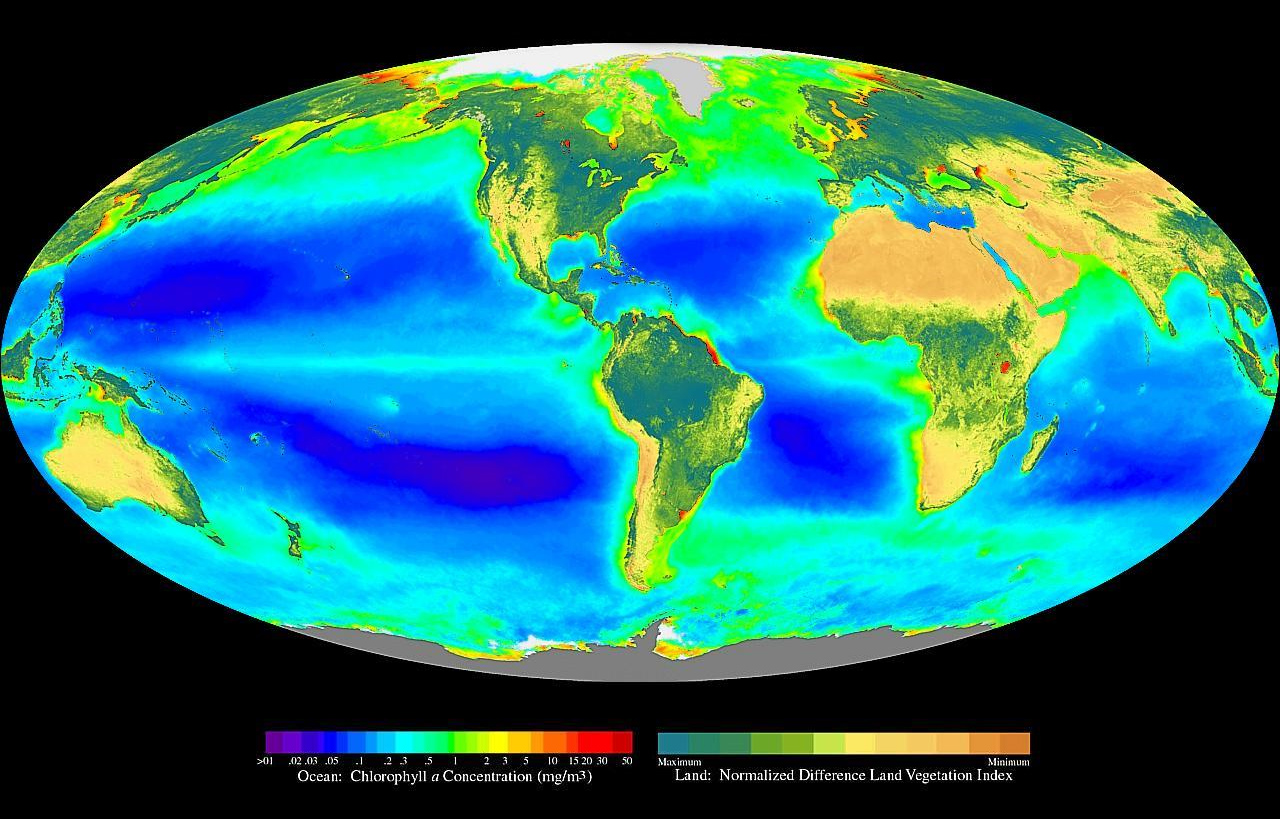
Selon les données « couleur de l'océan » recueillies par le capteur SeaWiFS, la production primaire dans l'océan mondial est sensiblement égale à celle sur les terres émergées, bien que la biomasse primaire océanique soit environ 500 fois moins importante que la biomasse terrestre, ce qui traduit la très grande efficacité du phytoplancton océanique.

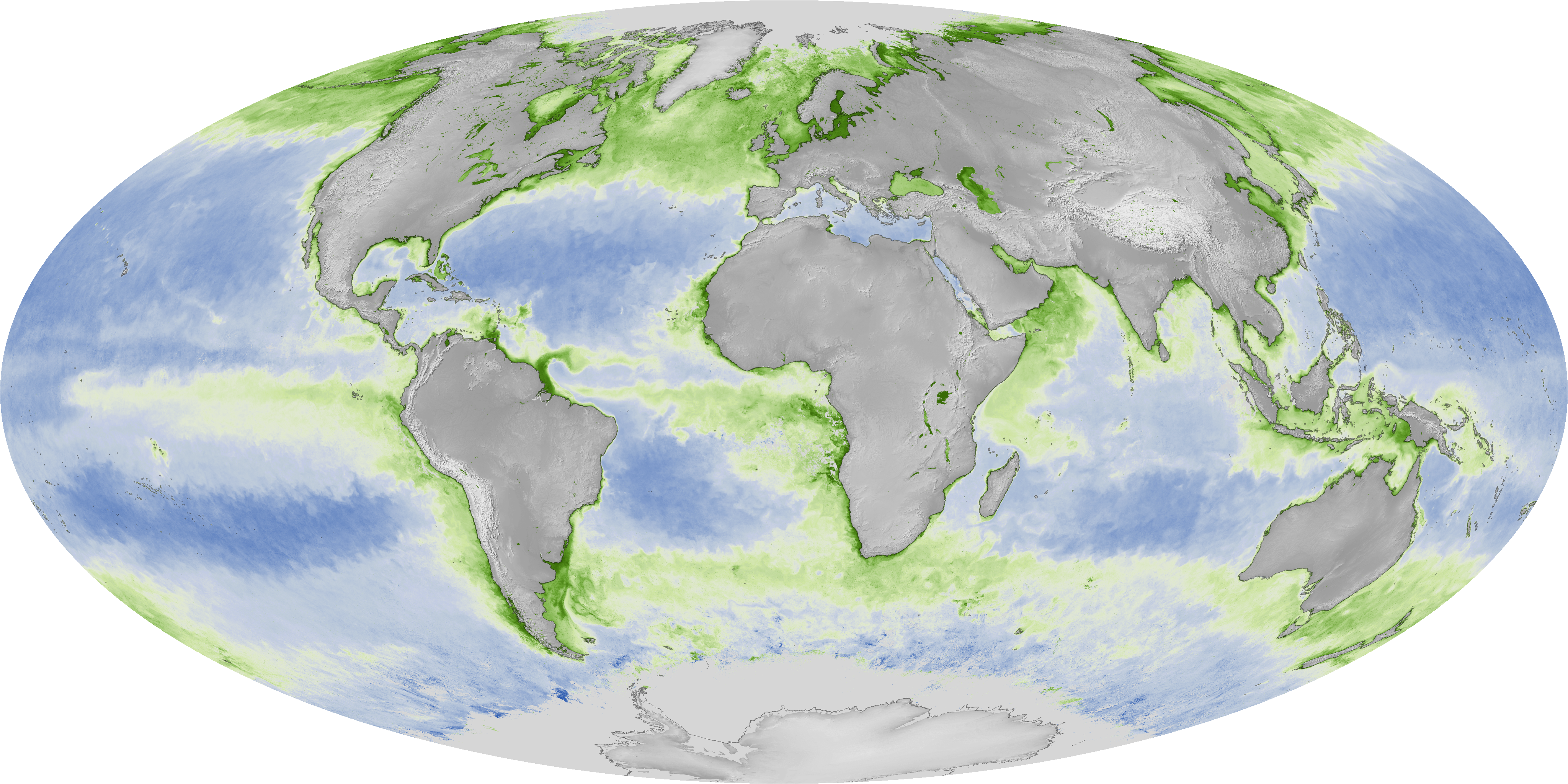
Carte mondiale de la distribution de chlorophylle. Les régions où la production de phytoplancton est abondante sont cependant très restreintes (franges côtières des régions tropicales, Pacifique Nord et Atlantique Nord, et océan austral), formant des « prairies océaniques ». La majeure partie des aires marines forme des « déserts océaniques », d'où la belle couleur bleue des eaux tropicales.

En écologie, la biomasse est le terme qui désigne la masse totale d'organismes vivants dans un biotope ou un lieu déterminé à un moment donné, qu'il s'agisse de plantes (phytomasse), d'animaux (zoomasse), de champignons ou de microbes (microbiomasse). L'humanité en tire notamment toute sa nourriture et une grande partie des ressources quotidiennement nécessaires. Tant qu'elle n'est pas surexploitée, cette ressource est dite renouvelable. Les combustibles fossiles tels que le pétrole et le gaz naturel sont aussi issus de la biomasse.
La biomasse est parfois calculée pour un taxon particulier. Elle peut être estimée par unité de surface s'il s'agit d'un milieu terrestre ou par unité de volume, en particulier pour les zones humides. Les organismes vivants sont souvent en grande partie constitués d'eau. Dans certains calculs, la biomasse est donc mesurée en « teneur en matière sèche ». Outre en unité de masse, on l'exprime parfois en nombre d'individus, en calories ou en Carbone organique total (COT).

## Définitions

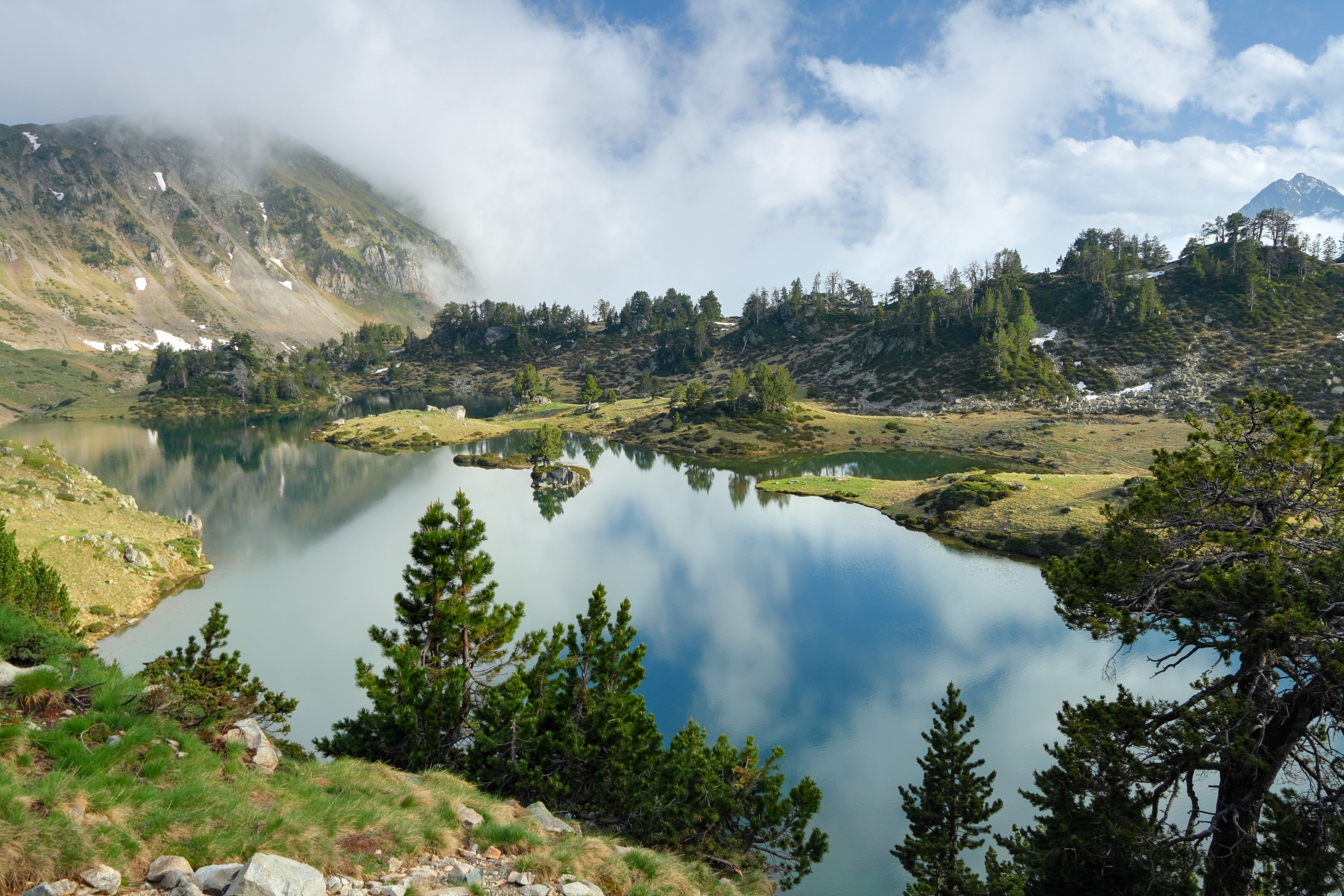
Lac de Bastan du Milieu, la biomasse de ce milieu, sa masse vivante, compterait la masse des pins, herbes et mousses, ainsi que les organismes dans le lac, mais exclurait la masse rocheuse, les sols, l'eau et la neige.

La biomasse est définie par des écologues comme masse totale des organismes vivants mesurée dans une population, une aire ou une autre unité.
Les biologistes définissent parfois, de manière plus restrictive, la biomasse cellulaire ou individuelle qui représente le bilan des synthèses et des dégradations de matière organique dans une cellule ou un individu.

## Quelques chiffres et propriétés
- Contrairement à une idée largement répandue qui veut que la masse globale de tous les organismes vivant dans l'eau, l'air et le sol, soit majoritairement représenté par des êtres « visibles » de la planète, la distribution de la biomasse sur terre est, selon une méta-analyse de plusieurs centaines de publications, pour moitié consacrée aux êtres « visibles » et pour moitié aux êtres « invisibles »[8] (bactéries et champignons microscopiques qui constituent l'essentiel de la biodiversité du sol, et surtout les racines qui représentent en moyenne un tiers de la biomasse des plantes)[9]. La biomasse végétale — composée des racines souterraines[10] et des plantes « visibles[11] » en surface — constitue plus de 80 % de la biomasse à la surface de la terre[12]. La masse globale des plantes « visibles » représente 50 % de la biomasse totale à la surface du globe aujourd'hui[13], sachant que la biomasse végétale est cent fois plus importante que la biomasse animale « visible » et constitue la première source de matière organique carbonée de la planète (500 milliards de tonnes de matière sèche)[14],[15]. Cette diversité ne prend pas en compte la biomasse virale qui représenterait 90 % du carbone organique présent dans les océans, le nombre de virus sur terre étant estimé à 1031[16].
- La biomasse microbienne est une source importante de molécules d'intérêt pour l'industrie et la médecine (ex : la plupart des antibiotiques utilisés en médecine proviennent de moins de 1 % des bactéries connues[17]), notamment celle issue des micro-organismes du sol, les plus directement exploitables. Pourtant, la biodiversité du sol reste globalement méconnue, autant sur le plan taxonomique (la plupart de ces microbes ne sont pas cultivables sur les milieux de culture disponibles) qu'écologique (structure des réseaux trophiques notamment)[18].
- La biomasse d'un groupe n’est pas corrélée au nombre d'espèces qui le compose (par exemple, les plantes comptent 380 000 espèces et représentent 82 % de la biomasse terrestre alors que les arthropodes comptent plus d'un million d'espèces mais représentent moins de 0,15 % de cette biomasse). Elle n'est pas non plus reliée au nombre d'individus qui la composent. Le nombre de bactéries, bien qu'il soit difficile à estimer[17], est évalué dans les océans, le sol, la subsurface (couches directement inférieures du sous-sol) océanique et la subsurface terrestre, à respectivement 1,2 × 1029, 2,6 × 1029, 2,9 × 1029 et 0,25–2,5 × 1030 cellules (soit un million de fois plus que les 1024 étoiles dans l'univers)[14],[15]. Malgré cette biodiversité microbienne, les microbes représentent moins de 20 % de la biomasse totale de la planète[8].
- La biomasse terrestre est presque cent fois plus élevée que la biomasse marine[8].
- L'essentiel de la biomasse des plantes est terrestre. À l’inverse, la biomasse animale est essentiellement marine tandis que le monde microbien se concentre dans les environnements profonds (sédiments marins et croûte en milieu océanique, sol et subsurface en milieu continental[8].
- L'espèce qui présente la plus grande biomasse animale est le krill antarctique, Euphausia superba, qui est notamment la base de l'alimentation des baleines[19].
- Les zones écologiques produisant le plus de biomasse par surface et par an seraient les marais, les forêts tropicales et les récifs coralliens[13].

Certaines espèces clé de voûte, espèces-ingénieur ou espèces facilitatrices peuvent par leur activité fortement augmenter la biomasse et la richesse écologique d'un milieu (ex : vers de terre, castor...).
La biomasse n'est pas en soi un indicateur de qualité écologique ; elle peut même parfois traduire un déséquilibre écologique (ex : eutrophisation, blooms phytoplanctoniques, etc.).

## Pyramide des biomasses

Pyramide des biomasses pour un écosystème aquatique et terrestre.

On appelle pyramide des biomasses la représentation de la biomasse, à chaque niveau trophique, dans une chaîne alimentaire. En 1942, Raymond Lindeman établit que dans les écosystèmes, seule une fraction (estimée à 10 %) de l'énergie se trouvant dans un niveau donné d'une chaîne trophique est transmise aux organismes de niveaux trophiques supérieurs. Cette loi de 10 %, appelée aussi loi de Lindeman, mesure l'efficience écologique d'un consommateur (rapport de la production nette d'un consommateur à la production nette de biomasse qu'il a consommée). Cette loi approximative (elle se situe typiquement entre 5 et 20 %) s'applique souvent à la biomasse.
En milieu aérien, la biomasse des producteurs primaires est souvent très supérieure à la biomasse des consommateurs, tout particulièrement dans les forêts où une grande partie de la biomasse est constituée de bois. Dans les milieux aquatiques et tout particulièrement océaniques, la biomasse des producteurs primaires (phytoplancton) est en général plus faible que celle des consommateurs, mais cette biomasse se renouvelle rapidement.

## Cartographie de la biomasse
C'est un enjeu crucial pour la compréhension des grands cycles biogéochimiques et en particulier des liens entre climat, anthropisation et biodiversité. En effet, la totalité de notre oxygène et de notre nourriture, de nombreuses ressources et une grande partie de l'énergie thermique provient directement de la biomasse. La stabilité climatique en dépend aussi. Il est donc utile de pouvoir l'évaluer de manière globale, dynamique, continue et fiable.
La biomasse agricole est assez facilement modélisable et évaluée aux échelles locorégionales, mais la biomasse des cours d'eau, lacs et océans, très mobile et fluctuante, ainsi que la biomasse des sols, des forêts et des milieux naturels sont bien plus difficiles à connaitre et à suivre.
Aucune carte précise n'est actuellement possible à grande échelle, mais l'imagerie satellite a fait de récents progrès :
- en 2013, la biomasse végétale forestière de l'hémisphère nord a ainsi été cartographiée avec une précision encore imparfaite (1 pixel = 1 km au sol) mais très améliorée par rapport au passé, au profit d'une meilleure compréhension du cycle du carbone et des rétroactions climat-biodiversité[23]. 
Les tourbières (en grande partie issues du travail millénaire des castors) et les sols forestiers de l'hémisphère nord stockent d'énormes quantités de carbone (1/3 de plus de réserves de carbone par hectare en forêt tempérée ou nordique qu'en forêt tropicale, ce qui en fait un réservoir de carbone essentiel, mais vulnérable, aux incendies et aux maladies ou déprédateurs notamment). La forêt boréale presque exclusive à l'hémisphère nord est un patrimoine partagé par divers pays, de la Russie à l'Alaska en passant par le nord de l'Europe et du Canada[23]. Cette carte a pu être faite grâce à un nouvel algorithme (développé en 2010[24]), qui permet de combiner un grand nombre de jeux de données issues de l'imagerie satellitale radar, pour aussi évaluer la biomasse cachée sous le couvert forestier. Grâce au projet Biomasar-II, environ 70 000 images d'Envisat (prises en 2009 - 2011) ont fourni la première « carte pan-boréale de la biomasse forestière » (en 2010) et sous l'égide de l'ESA les archives d'Envisat ont permis de produire plusieurs cartes régionales (état 2005). Une mission Sentinel-1 va poursuivre ce travail[23].
- Un nouveau satellite dénommé Biomass est prévu pour 2022 (septième mission Earth Explorer de l'ESA). Il va étendre ce travail de cartographie de la biomasse végétale forestière à la zone tropicale (en utilisant des longueurs d'onde d'environ 70 cm[réf. nécessaire], plus longues, afin de mieux pénétrer l'épaisse canopée des forêts tropicales primaires, secondaires ou de plantation et suivre les perturbations et la repousse de ces milieux naturels ou semi-naturels[23]. Ces données seront en 2010 disponibles en open data[25].

## Biomasse bactérienne
Il existe typiquement environ 50 millions de cellules bactériennes par gramme de sol et environ un million de cellules bactériennes par millilitre d'eau douce, avec des variations selon le type de milieu et son histoire.
Une étude très citée de 1998, avait à tort évalué la biomasse bactérienne mondiale a une masse comprise entre 350 et 550 milliards de tonnes de carbone (soit l'équivalent de 60 % à 100 % du carbone contenu dans les plantes).
Des études nouvelles sur la vie microbienne des fonds marins font fortement réévaluer ces chiffres. Un travail de 2012 a rabaissé l'évolution de la biomasse microbienne des fonds marins de 303 milliards de tonnes de C à 4,1 milliards de tonnes. La biomasse mondiale des procaryotes ne serait « que » de 50 à 250 milliards de tonnes de C.
En outre, le carbone contenu par chaque cellule de procaryote pourrait avoir été surestimé : si la biomasse moyenne par cellule de procaryotes passe de 86 à 14 femtogrammes de carbone, la biomasse globale de procaryotes est réduite à 13 à 44,5 milliards de tonnes de C, ce qui correspond à équivalent de 2,4 % à 8,1 % du carbone présent dans les plantes.
Ce type d'évaluation est encore controversée. En mai 2018, une nouvelle évaluation (PNAS, mai 2018) a estimé la biomasse bactérienne à environ 70 milliards de tonnes de carbone (15 % de la biomasse totale). Le projet Deep Carbon Observatory en décembre 2018 donnait quant à lui un chiffre bien moins élevé (pas plus de 23 milliards de tonnes de carbone),,.
| Localisation         | Nombre de cellules (× 1029) | Milliards de t de carbone |
| -------------------- | --------------------------- | ------------------------- |
| Plancher océanique   | 2,9 à 50                    | 4,1 à 303                 |
| Plein océan          | 1,2                         | 1,7, à 10                 |
| Sol terrestre        | 2,6                         | 3,7, à 22                 |
| Subsurface terrestre | 2,5 à 25                    | 3,5, à 215                |

## Productivité terrestre
| Biome terrestre     | Biomasse | Nécromasse (au sol) | Production primaire nette |
| ------------------- | -------- | ------------------- | ------------------------- |
| Toundra arctique    | 5        | 3,5                 | 1                         |
| Taïga arctique nord | 100      | 30                  |                           |
| Taïga arctique sud  | 330      | 35                  | 7                         |
| Forêt de chênes     | 400      | 15                  | 9                         |
| Prairies, steppes   | 25       | 12                  | 14                        |
| Steppe aride        | 40       | 1,5                 | 4                         |
| Semi-désert         | 1,6      |                     | 0,6                       |
| Savane herbeuse     | 2,7      | 5                   | 7                         |
| Forêt tropicale     | 4        | 10                  | 25                        |
| Forêt équatoriale   | 600      | 2                   | 33                        |
| Cultures            | 4 à 100  | moyenne : 6,6       | Record : 80 Canne à sucre |